# Gretchen Merrill
Pour les articles homonymes, voir Merrill.
Gretchen Merrill, née le 2 novembre 1925 à Boston dans le Massachusetts, morte le 22 avril 1965 à Windsor dans le Connecticut, est une patineuse artistique américaine, sextuple championne des États-Unis de 1943 à 1948, vice-championne nord-américaine en 1945 et vice-championne d'Europe en 1947.

## Biographie

### Carrière sportive
Gretchen Merrill remporte à six reprises consécutives les championnats féminins de patinage artistique des États-Unis dans les années 1940, période pendant laquelle de nombreuses compétitions internationales sont annulées à cause du second conflit mondial.
Elle représente son pays à trois championnats nord-américains (1941 à Philadelphie, 1945 à New York où elle est médaillée d'argent derrière la canadienne Barbara Ann Scott et 1949 à Philadelphie) ; une fois aux championnats européens en 1947 où elle est également médaillée d'argent derrière Barbara Ann Scott ; une fois aux mondiaux en 1947 où elle est médaillée de bronze derrière Barbara Ann Scott et la britannique Daphne Walker ; et une fois aux Jeux olympiques d'hiver de 1948 où elle se classe 8e.

### Vie privée
Elle est mariée à William O. Gay et meurt en 1965 à l'âge de 39 ans.
Elle est intronisée au Temple de la renommée du patinage artistique des États-Unis en 2000.

## Palmarès
| Compétitions principales                                                          | 1940 | 1941 | 1942 | 1943 | 1944 | 1945 | 1946 | 1947 | 1948 | 1949 |
| Jeux olympiques d'hiver                                                           |      |      |      |      | JA   |      |      |      | 8e   |      |
| Championnats du monde                                                             | CA   | CA   | CA   | CA   | CA   | CA   | CA   | 3e   |      |      |
| Championnats d'Amérique du Nord                                                   |      | 5e   |      | CA   |      | 2e   |      | F    |      | 4e   |
| Championnats d'Europe                                                             | CA   | CA   | CA   | CA   | CA   | CA   | CA   | 2e   |      |      |
| Championnats des États-Unis                                                       | 4e   | 2e   | 2e   | 1re  | 1re  | 1re  | 1re  | 1re  | 1re  | 2e   |
| Légende : F = Forfait ; JA = Jeux olympiques annulés ; CA = Championnats annulés. |      |      |      |      |      |      |      |      |      |      |